# Дом П. А. Вяземского
Дом П. А. Вяземского (усадьба Вяземского) в Москве расположен по адресу Вознесенский переулок, дом 9, строение 4. Дом принадлежал известному литератору и другу Пушкина князю П. А. Вяземскому.
Дом был построен в 1820-е годы.
А. С. Грибоедов в 1824 году читал здесь «Горе от ума». В этом доме бывал и А. С. Пушкин. В 1826 году он читал здесь трагедию «Борис Годунов». В 1830 году, приехав из Петербурга, Пушкин жил в этом доме у Вяземского с августа по сентябрь. Отсюда он в начале сентября 1830 года уехал в Болдино. Об этих двух событиях напоминает табличка на фасаде дома.
В 1845 году перед переездом в Петербург, получив назначение на службу, П. А. Вяземский продал дом.